# Jean-Louis de Hagen
Jean-Louis de Hagen (né en 1492 à Pfalzel; † 23 mars 1547 à Ehrenbreitstein), fils du trésorier de Trèves Friedrich von Hagen. Il fut entre 1540 et 1547 prince-électeur et archevêque de Trèves sous le nom de Jean IV.

## BIographie
Il occupa à partie de 1510 diverses fonctions au sein de l'archevêché de Trèves, étudiant à Paris et Cologne. Le 9 août 1540, le prince-archevêque Jean III de Metzenhausen (de) étant décédé, Johann Louis de Hagen fut élu comme son successeur. Déjà mala de au moment de son élection, il se consacra entièrement à ses devoirs religieux, tout en s'opposant à la propagation des idées de la Réforme au seine de sa principauté, jusqu'à ce qu'en 1546 il se trouve entraîné dans les guerres contre la Ligue de Smalkalde ; une grande partie de l'électorat, et particulièrement Coblence, se trouvèrent dévastées.
Jean IV de Hagen a été inhumé dans la cathédrale de Trèves. Sa stèle funéraire a été détruite en 1804.

## Voir également
- (de) Jean IV von Hagen d'après les Biographies sarroises
- Notices d'autorité :   - VIAF
  - GND